# Theodor Krause
Theodor Krause, född 1 maj 1833 i Halle an der Saale, död 12 december 1910 i Berlin, var en tysk sångpedagog och tonsättare.
Kruse, som var bestämd till lärarkallet, inriktade sig på musik och studerade kontrapunkt för Moritz Hauptmann i Leipzig. Han blev lärare i Hettstedt 1854, grundade där en sångförening och väckte uppmärksamhet som oratoriesångare. Han uppträdde med framgång som sångare i bland annat Berlin, Leipzig och Dresden. 
Krause ledde den av honom 1880 bildade Nikolai-Marien-kyrkokören i Berlin och var med professors titel lärare vid akademiska institutet för kyrkomusik där. En av honom införd metod för sångundervisning i skolorna, beskriven i Die Wandernote (1888; sjätte upplagan 1909) och Deutsche Singeschule (1888; många upplagor), möjliggjorde, under begagnande av den vanliga noteringen, snabbt färdigheten att "sjunga från bladet". Han komponerade en mängd andliga och världsliga sångverk (däribland prisbelönta manskörer).